# Платон Папакостопулос
Платон Папакостопулос (Београд, 4. септембар 1864 – Ђевђелија, 8. маја 1915) био је први педијатар специјалиста у Србији, оснивач и шеф Одељења за дечје болести у Општој државној болници, учесник Балканских ратова, Првог светског рата.

## Живот и рад
Платон Папакостопулос рођен је у Београду 4. септембра 1864. године. Његови родитељи, мајка Ефталија и отац Панајот били су Грци. Имали су петоро деце. Платонов отац Панајот Папакостопулос био је угледни београдски лекар и један од оснивача Српског лекарског друштва . Основну школу и гимназију Платон је завршио у Београду. У току његовог гимназијског школовања умро је његов старији брат (1878), а годину дана касније (1879) умро је и његов отац др Панајот. Након њихове смрти, Платон као најстарија мушка глава у кући, преузима бригу о мајци, сестрама и млађем брату. Након завршене гимназије Платон је одслужио војни рок у Нишу. Медицину студира у Грацу (Аустро-Угарска) и Бечу. Дипломирао је на Бечком универзитету 1892. године. Оригинал дипломе налази се у Музеју Српског лекарског друштва.
После завршеног Медицинског факултета и повратка у земљу постављен је 1893. године за среског лекара у Обреновцу. Својим пожртвованим радом и добрим односом са болесницима, стекао је велико поверење и поштовање у народу. Поред редовног посла, др Папакостопулос обављао је и вакцинацију против заразних болести, по потреби је вршио обдукције, предузимао је мере за сузбијање епидемије дифтерије на Убу где је био упућен 1895. године.
После пет година рада у Обреновцу, одлази у Беч на специјализацију педијатрије. Од октобра 1897. до октобра 1898. године ради и студира на Дечјој клиници, код професора Видерхафера и Ешериха. Тамо је упознао многе познате бечке педијатре као што су били др Павел Мозер, др Поспишил, са којима је сарађивао у Бечу, а и касније када се вратио у Србији. Дописни члан Српског лекарског друштва постаје 1898. године.
По повратку из Беча крајем 1898. године бива поставњен за среског лекара среза врачарског у Београду. Убрзо након тога 1899. године др Папакостопулос бива постављен за шефа новооснованог Одељења за дечје болести у Општој државној болници на Палилули. Године 1900. постављен је за шефа Дечјег одељења у Општој државној болници. Неколико је пута током 1903. године одлазио у Беч ради набавке серума против шарлаха. Др Папакостопулос је са пар чланова Српског лекарског друштва почетком 1904. године основао „Фонд за помоћ својих сиромашних чланова лекара, њихових породица и сирочади”.

### Први конгрес српских лекара и природњака
У Београду 5, 6. и 7. септембра 1904. године одржан је Први конгрес српских лекара и природњака, где је др Платон Папакостопулос имао реферат „О терапији шарлаха Мозеровим серумом”.

### Дечја болница
Пошто је видео како и колико деца пропадају трудио се свим силама да се подигне дечја болница. У почетку рада није имао великог успеха због државних материјалних неприлика. Својим трудом и залагањем успео је да издејствује да се сазида један павиљон при болници на Врачару 1907. године, где је отворено Одељење за дечје и заразне болести Опште државне болнице. Постављен је за шефа одељење, где је радио све до рата. Његово одељење било је одлично уређено. Уживао је у свом послу и имао је пуно успеха. Био је један од најбољих дечјих лекара. Поред рада у Општој државној болници, др Папакостопулос обављао је и приватну лекарску праксу у својој ординацији која се налазила у његовој кући. За њега није постојало радно време, примао је децу у свако доба дана и ноћи. Често су га будили ноћу и никада му није било тешко да се одазове позиву и да оде да посети болесно дете. У периоду од 1905. до 1912. године повремено је одуствовао са посла ради одласка у иностранство Париз, Дрезден, Беч, ради стручног усавршавања и учешћа на конгресима педијатара. За свој пожртвован и успешан рад др Папакостопулос је 1910. године одликован Орденом Светог Саве IV степена.

### Балкански ратови и Први светски рат
Платон Папакостопулос био је учесник Првог и Другог балканског рата у чину резервног санитетског мајора. Током марта 1913. године налазио се у Солуну где му је задатак био да прихвати рањенике и болеснике Моравске дивизије, које је требало из Албаније, преко Грчке да транспортује у Србију. Средином јуна 1913. године одлази у Скопље где је постављен за лекара војне болнице. Након завршетка Балканских ратова враћа се у Београд на редовну дужност лекара у Општој државној болници. Јула месеца 1914. године, на почетку Првог светског рата, др Папакостопулос био је мобилисан, као и већина лекара Опште државне болнице. По потреби службе постављен је за командира I пољске болнице Дринске дивизије. Када су наишле велике епидемије пегавца, постављен је за управника Војне болнице у Ђевђелији, где се пегавац ширио великом брзином. Радећи свој посао савесно, иако свестан свих опасности, др Папакстопулос се предао послу. Био је изузетно храбар, и знао је да нема много шансе да преживи јер је пегавац био веома распрострањен. Радио је сам, у тешким условима, остајући са болесницима све док је могао да стоји на ногама. После неког времена др Папакостопулос је добио пегавац, а њега су лечили болничари. Умро је 8. маја 1915. године.
Др Платон Папакостопулос је био активан члан Српског лекарског друштва.

## Породица
Др Платон Папакостопулос оженио се 1899. године Емилијом Гађански, ћерком др Љубомира Гађанског, адвоката из Панчева, а унуком по мајци др Јована Стејића, једног од првих лекара у Кнежевини Србији. Емилја и Платон имали су троје деце: Милоша (1899), Љубицу (1903) и Јелисавету (1909-2001). Породица Папакостопулос имала је трагедију 1907. године када је син Милош умро од шарлаха у осмој години живота. Др Папакостопулос је тражио да му се хитно пошаље серум против шарлаха из Париза, али док је лек стигао син Милош је подлегао болести. Породицу је то јако погодило. Др Платон Папакостопулос био је врло нежан, пажљив и привржен супруг и отац. Потомци Јелисавете Папакостопулос још увек живе у породичној кући у улици Топличин венац 9.

## Дела
- Др Папакостопулос П., Један случај лисе. Читано у седници Српског Лекарског Друштва 9. децембра 1900 године, Српски архив за целокупно лекарство : часопис Српског лекарског друштва, годиште VII . (1901). стр. 61.
- Др Папакостопулос П., Лумбална пункција код менингита, Српски архив за целокупно лекарство : часопис Српског лекарског друштва, годиште IV . (1898). стр. 393,468.
- Др Папакостопулос П., Случај са сумњивим знацима Meningitis cerebrospinalis-a, Српски архив за целокупно лекарство : часопис Српског лекарског друштва, годиште XV . (1909). стр. 185.

1. Др Папакостопулос П., Терапија шарлаха Мозеровим серумом, Београд, штампано у Државној штампарији Краљевине Србије, 1905, 8º, 11. Прештампано из I књ. I кон., 266.

- Др Папакостопулос П., О апендицитису код деце, Српски архив за целокупно лекарство : часопис Српског лекарског друштва, годиште XVII . (1911). стр. 174.
- Др Папакостопулос П., Српски архив за целокупно лекарство : часопис Српског лекарског друштва, год. IV . (1898). стр. 356.; год. XII (1906). стр. 83.; год. XIII (1907). стр. 79., 290, 378, 379; год. XIV (1908). стр. 83., 331; год. XV (1909). стр. 224.
- Др Папакостопулос П., Шта је хемеопатија, Српски архив за целокупно лекарство : часопис Српског лекарског друштва, год. III . (1897). стр. 318.
- Др Папакостопулос П., Из Лекарског Друштва у Бечу, Српски архив за целокупно лекарство : часопис Српског лекарског друштва, год. IV . (1898). стр. 312.
- Др Папакостопулос П., Пастерова Болница, Српски архив за целокупно лекарство : часопис Српског лекарског друштва, год. VII . (1901). стр. 539.
- Др Папакостопулос П., Реферат о „флори у околини Страгара”, од Ј. Мишковића, Српски архив за целокупно лекарство : часопис Српског лекарског друштва, год. III . (1897). стр. 15.
- Др Папакостопулос П., О прераној женидби наших младића, Српски архив за целокупно лекарство : часопис Српског лекарског друштва, год. II . (1896). стр. 131.
- Др Папакостопулос П., Из судске медицине, Српски архив за целокупно лекарство : часопис Српског лекарског друштва, год. II . (1896). стр. 262.
- Др Папакостопулос П., Oclusio intestini acuta, Српски архив за целокупно лекарство : часопис Српског лекарског друштва, год. II . (1896). стр. 606.
- Др Папакостопулос П., Purpura rheumatica gangraenosa, Српски архив за целокупно лекарство : часопис Српског лекарског друштва, год. III . (1897). стр. 233.
- Др Папакостопулос П., Интубација ларинкса код крупа, Српски архив за целокупно лекарство : часопис Српског лекарског друштва, год. IV . (1898). стр. 193. и наставак pp. 248.
- Др Папакостопулос П., Предрасуде о серуму против дифтерије, Народно здравље, год. XV . (1910). стр. 12.